# Bataille de Leuzeu
Seconde Guerre mondiale
Libération de la France
La bataille de Leuzeu est une escarmouche ayant opposé la Milice française à des résistants français, appuyés de parachutistes britanniques, sur le territoire de la commune de Fleurey-sur-Ouche en Côte-d'Or, le 30 juillet 1944.

## Contexte
Le maquis en Côte-d'Or est très actif au début de l'année 1944. En particulier, le maquis Liberté organise différents attaques et sabotages contre les convois allemands qui empruntent la voie de chemin de fer ou la route nationale entre Dijon et Paris.
Ce maquis Liberté, dirigé par le capitaine Lucien Rebouillat, s'installe le 19 juillet 1944 à la ferme du Leuzeu. Le campement est renforcé le 30 juillet par un détachement de la compagnie Madagascar, dirigé par le lieutenant Bertrand dit "le Malgache".
Après différents accrochages entre miliciens et résistants, le maquis obtient un parachutage d'armes ainsi qu'un renfort de commandos du SAS dans la nuit du 27 au 28 juillet 1944.
Dans ce contexte, le régime de Vichy décide de réduire ce maquis. Il envoie environ 430 miliciens, dont 400 venus de Paris, pour attaquer le camp des résistants. Face à ces forces collaborationnistes, ce sont environ 70 hommes de Liberté (trois sections), 36 hommes de Madagascar et 22 parachutistes britanniques qui se trouvent au camp du Leuzeu le 30 juillet 1944.

## Le combat
L'attaque vichyste se déroule au petit matin, en trois colonnes. L'une vient de Flavignerot, les deux autres de Fleurey-sur-Ouche par la ferme de Collonges et par le bas du vallon du Leuzeu. La bataille dure une dizaine d'heures.
Les miliciens sont finalement repoussés. Les résistants, qui avaient bénéficié cinq jours auparavant d'un parachutage d'armes, étaient alors appuyés par la compagnie Madagascar et par un groupe de parachutistes britanniques.

## Pertes et suites
Les combats terminés, on compte selon les sources entre cinq et sept morts parmi les rangs des miliciens, tués ou exécutés (a priori cinq morts lors de la bataille, et deux miliciens enlevés à Dijon le 29 juillet et fusillés le 30),.
Chez les résistants, il y a un mort, Roger Simon, et trois blessés Louis Lorenzon, Gaston Duch et Claude Breton, qui sont évacués vers Clémencey. Toutefois, ceux-ci sont capturés le 31 juillet et fusillés le 1er août. La femme qui les hébergeait, Henriette Simonot, est également arrêtée, puis déportée ; elle mourra à Ravensbrück le 4 avril 1945. D'autres sources considèrent que ce sont au total de 11 résistants qui ont été exécutés en représailles après les combats, à Arcey, Urcy et Clémencey.
Le maquis évacue le campement et se transporte à Frénois. La Milice appuyée de la Wehrmacht occupe la ferme le 31 juillet.

## Commémoration
Une plaque commémore le combat sur le site de la bataille. Elle a été installée en 2014 pour célébrer la mémoire de cet engagement, lors du 70e anniversaire des combats, lors d'une cérémonie organisée par l'association « Les amis du val du Leuzeu » en juillet 2014,.